# 斯廷博特斯普林斯 (科罗拉多州)
斯廷博特斯普林斯（英語：Steamboat Springs），是美国科罗拉多州鲁特县下属的一座城市。建市于1900年7月19日，面积大约为10.153平方英里（26.296平方公里）。根据2010年美国人口普查，该市有人口12,088人。2011年估计该市有人口11,951人，相比2010年人口增长率为?1.13%。同时，论人口该市是科罗拉多州第39大城市。